# Мајар
Мајар је насељено место у средњој Славонији, у саставу општине Левањска Варош, у Осјечко-барањској жупанији, Република Хрватска.

## Историја
До територијалне реорганизације у Хрватској налазио се у саставу старе општине Ђаково.

## Култура
- Римокатоличка црква светог Матеја
- Православна црква Рођења Пресвете Богородице

## Становништво
На попису становништва 2011. године, Мајар је имао 148 становника.

## Попис 1991.
На попису становништва 1991. године, насељено место Мајар је имало 219 становника, следећег националног састава:
| Попис 1991.‍  | Попис 1991.‍  | Попис 1991.‍ | Попис 1991.‍ | Попис 1991.‍ |
| ------------ | ------------ | ----------- | ----------- | ----------- |
|              |              |             |             |             |
| Хрвати       | Хрвати       |             | 116         | 52,96%      |
| Срби         | Срби         |             | 89          | 40,63%      |
| Роми         | Роми         |             | 13          | 5,93%       |
| неопредељени | неопредељени |             | 1           | 0,45%       |
| укупно: 219  |              |             |             |             |